# Iwan Filippowitsch Jankowski

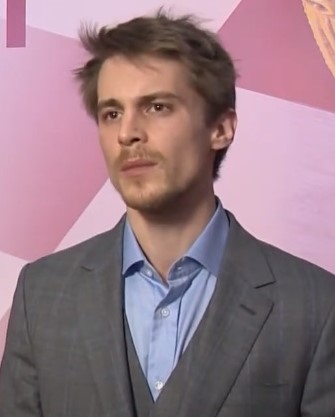
Iwan Jankowski (2021)

Iwan Filippowitsch Jankowski (russisch Ива́н Фили́ппович Янко́вский, wiss. Transliteration Ivan Filippovič Jankovskij; * 30. Oktober 1990 in Moskau, RSFSR, Sowjetunion) ist ein russischer Schauspieler.

## Leben
Jankowski ist der Sohn des russischen Schauspielers Filipp Olegowitsch Jankowski und der Schauspielerin Oksana Fandera. Er hat eine jüngere Schwester, Elizaveta, die ebenfalls als Schauspielerin tätig ist. Er startete 2001 in Come Look at Me als Kinderdarsteller seine Schauspielkarriere. 2016 hatte er eine der Hauptrollen in Guardians of the Night – The Vampire War inne. Im selben Jahr verkörperte er außerdem die Rolle des Andrey in The Queen of Spades, für dessen Leistung er mit dem russischen Golden Eagle Award ausgezeichnet wurde.

## Filmografie (Auswahl)
- 2001: Come Look at Me (Prichodi na menja posmotret/Приходи на меня посмотреть)
- 2008: Indigo (Индиго)
- 2009: Vikhr TV (Mini-Serie)
- 2015: Rag Union (Trjapitschnyj soyuz/Тряпичный союз)
- 2015: Without Borders (Bes graniz/Без границ)
- 2016: Guardians of the Night – The Vampire War (Nochnye straschi/Ночные стражи)
- 2016: The Queen of Spades (Dama Pik/Дама Пик)
- 2018: The Factory (Sawod/Завод)
- 2019: Text (Tekst/Текст)
- 2019: Sojus spasenija (Союз спасения)
- 2020: Splendore (Сплендоре) (Kurzfilm)
- 2020: Russian Spleen (Chandra/Хандра)
- 2020: Fire (Ogon/Огонь)